# آتیلیو مورسی
آتیلیو مورسی (انگلیسی: Attilio Moresi; ۲۶ ژوئیهٔ ۱۹۳۷ – ۲۵ آوریل ۱۹۹۳) دوچرخه‌سواری اهل سوئیس بود.